# Ityphilus mauriesi
Ityphilus mauriesi är en mångfotingart som beskrevs av Demange och Pereira 1985. Ityphilus mauriesi ingår i släktet Ityphilus och familjen Ballophilidae.
Artens utbredningsområde är Guadeloupe. Inga underarter finns listade i Catalogue of Life.